# Dinotrema arenarium
Dinotrema arenarium är en stekelart som beskrevs av Vladimir Ivanovich Tobias 2004. Dinotrema arenarium ingår i släktet Dinotrema och familjen bracksteklar. Inga underarter finns listade i Catalogue of Life.